# Stenobatyle miniatocollis
Stenobatyle miniatocollis là một loài bọ cánh cứng trong họ Cerambycidae.